# Sorva
Sorva ou sorveira (Sorbus domestica L.) é uma árvore da família das Rosaceae. É também conhecida pelos sinónimos botânicos de Cormus domestica (L.) Spach. e Pyrus sorbus (Gaertn.), surgindo ainda a Sorbus maderensis  que é uma das espécie endémicas da ilha da Madeira.
Apresenta-se como um arbusto com até 3 metros de altura, caducifólio, de caules lisos, castanho-avermelhados e folhas compostas, imparipinuladas de até 15 centímetros de comprimento, geralmente com 13 a 17 folíolos, elípticos, oblongos ou alanceolados, crenados.
Esta planta tem flores pequenas, esbranquiçadas a cremes, numerosas, reunidas em corimbos compostos, terminais, sendo os frutos carnudos, globosos e de cor vermelha.
Trata-se de uma espécie endémica da ilha da Madeira, bastante rara, que surge no urzal de altitude.
A floração desta planta surge entre Junho e Julho.